# Клотільда Куро
Клотільда Марі Паскаль Куро (фр. Clotilde Marie Pascale Courau, нар. 3 квітня 1969, Леваллуа-Перре, департамент О-де-Сен) ― французька акторка. Вона одружена з Еммануїл Філіберто ді Савойя, старшим онуком останнього італійського короля Умберто II, і, таким чином, належить до Савойського дому.

## Біографія
Клотільда Марі Паскаль Куро народилася в сім'ї Жана-Клода Куро (фр. Jean-Claude Courau, 1942) та Катрін дю Пантавіц де Ренардьєр (фр. Catherine du Pontavice des Renardières, 1948). Вона має трьох сестер і виросла в римо-католицькій родині. Частину свого дитинства провела в Єгипті та Беніні. Після завершення освіти у віці 16 років вирішила стати актрисою. Навчалася на курсах Сімона та Флорана в Парижі. Потім грала в театрі, перш ніж дебютувати на екрані в драмі «Маленька злочинниця» 1990 року режисера Жака Дуайона, разом з Річардом Анконіною та Жеральдом Томассіном, у ролі Стефані. За цю роль вона була номінована на французьку кінопремію «Сезар» у 1991 році як найкраща нова акторка, а того ж року отримала нагороду за найкращу жіночу роль на Європейській кінопремії.
25 вересня 2003 року вона вийшла заміж за Еммануїла Філіберто ді Савойя в церкві Санта Марія дельї Ангелів і Мартірі в Римі. На весіллі вона була одягнена у весільну сукню від Валентино Гаравані. На момент весілля вона була вже на шостому місяці вагітності. Саме весілля було суперечливим через відомі ліві політичні погляди Курау. Після весілля вона отримала титул «Клотільда Савойська, принцеса Венеції та П'ємонту» (італ. Principessa Clotilde di Savoia, Principessa di Venezia e Piemonte) від Савойського дому. Її перша дочка, Вітторія Кьяра Крістіна Аделаїда Марія, народилася 28 грудня 2003 року. Друга дочка, Луїза, народилася 16 серпня 2006 року. У січні 2011 року подружжя всиновило двох кенійських дітей.

## Фільмографія
- Civilisations – (1988) – Elyssa
- Le petit criminel – (1990) – The sister, Nathalie (Stéphanie)
- Polski Crash – (1993) – Alina Suchecka
- Map of the Human Heart – (1993) – Rainee
- The Pickle – (1993) – Françoise
- Ugly Meets the People – (1995) – Girl
- Tom est tout seul – (1995) – Marion
- Élisa – (1995) – Solange
- La fidèle infidèle – (1995) – Cécile
- L'Appât – (1995) – Patricia
- Les Grands Ducs – (1996) – Juliette
- Une leçon particulière – (1997) – Julie
- Fred – (1997) – Lisa
- Marthe – (1997) – Marthe
- Bob le magnifique – (1998) – Christine / Christina
- Hors jeu – (1998) – Clotilde Courau
- Le poulpe – (1998) – Cheryl
- Milk – (1999) – Ilaria
- Deterrence – (1999) – Katie
- En face – (2000) – Michelle
- La parenthèse enchantée – (2000) – Alice
- Promenons-nous dans les bois – (2000) – Sophie
- Exit – (2000) – Pearl / The journalist
- Le nouveau Jean-Claude – (2002) – Marianna
- Embrassez qui vous voudrez – (2002) – Julie
- Un monde presque paisible – (2002) – Simone
- The Code – (2002) – Nina
- Mon Idole – (2002) – Fabienne
- Les beaux jours – (2003) – Gaby
- Nuit noire, 17 octobre 1961 – (2005) – Sabine
- La signora delle camelie – (2005) – ....
- Mafalda di Savoia – (2006) – Giovanna di Savoia
- La Vie en Rose – (2007) – Annetta Gassion
- Modern Love – (2008) – Marie
- Chez Maupassant (1 серія, 2008, телесеріал «La chambre» 11) – Clarisse / Marguerite
- Des mots d'amour aka Words of Love (Canada) – (2009) – Alice Andrézy
- Tous les soleils – (2011) – Florence
- Babysitting – (2014) – Mme. Schaudel
- L'Ombre des femmes – (2015) – Manon
- Eva & Leon – (2015) – Lucie
- Le ciel attendra – (2016) – Sylvie
- An Easy Girl – (2019) – ....
- The Bad Poet – (2020) – ....
- Benedetta – (2021) – ....